# Casata di Pontecorvo
La casata di Pontecorvo è un dolce pasquale tipico della città omonima.

## Storia
Questo dolce fu creato nel 1850 con la visita di Papa Pio IX nella città. Gli abitanti cercarono un modo innovativo per accogliere il Pontefice e che rappresentasse in qualche modo lo Stato Pontificio. I pontecorvesi dunque crearono un dolce a strati sconosciuto all'epoca, infatti al suo interno aveva due bande di colore: una bianca e una gialla. Esse raffiguravano la bandiera dello Stato Pontificio e al papa piacque questo dolce e infatti in breve tempo divenne molto famoso. Il piatto divenne il piatto tipico di Pontecorvo e, insieme alle altre, della Ciociaria. Oggi il dolce viene cucinato nel periodo pasquale, ma alcune volte viene fatto anche per la festa del patrono della città, San Giovanni Battista.
La ricetta nel corso degli anni la ricetta è rimasta uguale a quella originale. L'unica aggiunta è stata quella del cacao alla fine dell'800 dove l'invenzione del cacao in polvere e infatti attualmente la casata ha tre strati e non due come quella data a Pio IX.

## Origini del nome
Il nome "Casata" deriva dal suo ingrediente principale, il formaggio, più precisamente quello di pecora senza sale, che in dialetto pontecorvese viene detto "gliu case".

## Caratteristiche
La tradizione pontecorvese ha rigidi regole sulla riuscita del suo dolce tipico, infatti per essere una vera "casata" tutti e tre gli strati devono essere ben visibili e divisi, o "capati" nel dialetto della zona. Da qui nasce la frase "S'ha capata la casata?" ovvero "Si è divisa la casata?" per dire se gli strati sono separati. Se gli ingredienti non si "capano", il dolce non è riuscito. Il primo strato (partendo da sopra verso il basso), infatti, è marrone ed è costituito dal cioccolato; il secondo strato è bianco ed è costituito dal formaggio di pecora; il terzo strato è giallo ed è formato dalle uova e dal cedro e dal limone.
Per preparare il dolce si fanno due ricette: una per l'impasto esterno e una per il ripieno. Dopo aver preparato la sfoglia (perché la copertura è fatta di pasta sfoglia) metterla su una teglia imburrata e dopo aver preparato anche il ripieno lo si mette delicatamente nella sfoglia facendo attenzione a "capare" i tre strati. Se si vuole, si può fare un altro poco di pasta sfoglia per creare delle striscioline da mettere sulla torta a mo' di crostata. Successivamente accendere il forno e preriscaldarlo a 230° e, quando viene infornato il dolce, abbassare la temperatura a 180°. Quando si vede che la casata sta iniziando a crescere, abbassare ulteriormente la temperatura a 130° e farla cuocere per tre ore. Dopo la cottura, togliere delicatamente la torta dalla teglia e metterlo in un piatto da portata.
La casata di Pontecorvo ha alcune varianti, la più rilevante è quella di Supino, tuttavia, queste ultime si distaccano poco dall'originale e le differenze sono minime. La torta è leggermente sapida per via del sale.